# Ludas Matyi (hetilap)
A Ludas Matyi magyar szatirikus hetilap volt 1945 és 1992 között. Alapítását 1945 januárjában engedélyezte a debreceni Ideiglenes Nemzeti Kormány. Nevét Gábor Andortól kapta. Történetének jó részében a Kádár János nevével fémjelzett kommunista rezsim „hivatalos” humorának fő sajtóterméke, évtizedeken keresztül az ország egyedüli vicclapja.
A Ludas Matyi 1990. március 14-étől Új Ludas címen is megjelent, Árkus József volt a lap főszerkesztője – ez a lap 1992-ig létezett. Párhuzamosan jelent meg ekkoriban a Dluhopolszky László főszerkesztősége által vezetett Ludas Matyi is. alcíme: „A magyar humor hetilapja” volt. Ennek utolsó száma 1993. december 20-án jelent meg a standokon. Időközben Szuhay Balázs lett a főszerkesztője. 1994–95-ben nem jelent meg a lap. Az 1990-es évek végén kétheti lapként még egyszer újraindították, Spánn Gábor főszerkesztősége alatt (1996–1999), de ez a kísérlet sem járt sikerrel. Később Ludas Matyi címen kéthetenként skandináv rejtvénymagazin jelent meg, amelyben az eredeti profilra humoros karikatúrák emlékeztettek. 2001-ben kiadványai évszakonként, Ludas Magazin – Tavasz, Nyár, Ősz, Tél címen jelentek meg. A 2010-es évektől napjainkig, skandináv típusú keresztrejtvényekkel, Ludas Matyi Rejtvénymagazin néven, kéthavonta jelenik meg a lap. Karikatúrák csak a rejtvények illusztrációiként szerepelnek az újságban.
A Ludas Matyi karikatúrákkal és általában kisebb részt humoreszkekkel teli lap nem kizárólag a politikai humor orgánuma volt, így a politika iránt kevésbé érdeklődőknek is szerzett örömet. Ugyanakkor hatékonyabb politikai propagandaeszköz volt a politikai napilapoknál, amelyeket szűkebb kör, illetve másfajta olvasók forgattak.
Nevét Fazekas Mihály Lúdas Matyi című 1817-es elbeszélő költeménye után a lap indulásakor Moszkvából frissen hazatért Gábor Andortól kapta, aki az induló újság programját is megírta.

## Az ős-Ludas

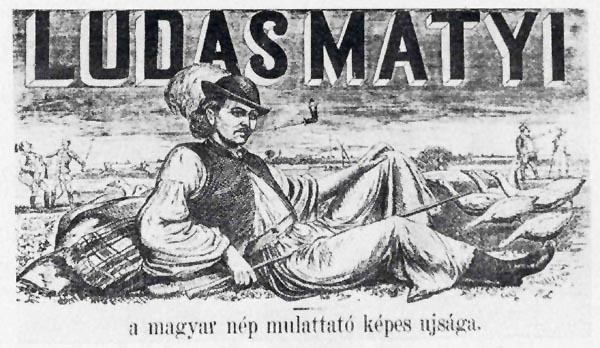
A magyar nép mulattató képes újságja alcímű ős-Ludas (Lúdas Matyi) fejléce

Azonos címmel már a 19. században (1867-től) is jelent meg élclap (egyes források szerint Gábor Andor ennek tudatában is volt). A magyar nép mulattató képes újságja alcímű ős-Ludas öt évig jelent meg, az újság nevét még hosszú ú-val írták, főszerkesztője, Mészáros Károly egy ízben két év börtönbüntetést is kapott egy Ferenc Józsefet megfeszített Krisztusként ábrázoló karikatúra miatt.

## Története

### Az indulás
1945. május 20-án a beköszöntő számban a lap Fazekas Mihályt is „megszólaltatta”, aki az újságot pártonkívülinek mondta. A lap azonban az olvasók számára is világosan a baloldalhoz, közelebbről a kommunista Magyar Dolgozók Pártjához kötődött.
A példányszám már kezdetben 200 000 körül volt – holott Magyarország a második világháború után nagy papírhiánnyal küszködött – s néhány éven belül elérte a 400 000-et, a csúcson a 650 000-et. Az első szám ára két pengő volt, a karácsonyié már 3000 (a lap sokat élcelődött is a hiperinfláción.)
A lap íróit-rajzolóit az alapító (és 1950-től 1953-ban bekövetkezett haláláig főszerkesztő) Gábor Andor mellett a kommunista Szabad Népnek is dolgozó Szegedi Emil, a Szabadság című lapba is író Gál György és a sikertelen rádiós futballkommentátor, utóbb sikeres humorista Tabi László szervezte meg.
Néhány név a korai gárdából: Darvas Szilárd, Gádor Béla, Hoffmann Ferenc (a későbbi Ephraim Kishon), Stella Adorján, Nóti Károly, Békeffi István, Király Dezső, Királyhegyi Pál. A korai Ludas Matyiba írt Heltai Jenő, a kommunistákat nem kifejezetten kedvelő Márai Sándor, Szép Ernő és Zilahy Lajos is. A korai karikaturisták: Kaján Tibor, Pályi Jenő, Szegő Gizi, Sándor Károly, Szűr Szabó József.
1947-ben Szegedi és Gál távoztak, és a főszerkesztő Darvas Szilárd lett, a következő évben pedig Gádor Béla, majd ismét egy év múlva Gábor Andor.
A politikai élcek a lapban kezdettől a nem kommunista politikusokat és pártokat célozták – a kipellengérezett fő ellenség „Reakczy Jóska” volt –, a kommunista politikusok ugyanakkor dicsérő jelzőkkel és szövegkörnyezetben szerepeltek. A pártszolgálat az 1950-es évekre egyre nyilvánvalóbbá és dogmatikusabbá vált. Ebben az időben előfizetés nélkül csak úgy lehetett Ludast vásárolni, ha mellé egy a Szovjetuniót bemutató (ünneplő) Fáklya újságot is vett az olvasó. A kulákok elleni kommunista politikai támadásokkal és retorziókkal egy időben a Ludas kigúnyolt figurái közt megjelent „Kulák Kelemen” „Zsíros Péter”, "Taszajtó Nagy Gergely" stb. A lap kigúnyolta a perbe fogott Rajk Lászlót és a szovjet tábor részéről támadott jugoszláv kommunista diktátort, Titót is.

### 1956–1957
Az 1956-os évre a szektás hév a Ludas Matyi lapjain is csökkent, bár nem tűnt el. Olyan új humoristák jelentek meg, mint Peterdi Pál, Somogyi Pál, Szilágyi György és Kun Erzsébet. Olyan szépírók is publikáltak a lapban, mint Illyés Gyula, vagy Kónya Lajos. A Ludasban jelent meg először Örkény István klasszikus novellája A költészet hatalmáról. Az 1956-os forradalomhoz vezető hónapok és maga a forradalom eseményeiről azonban a lap szinte teljesen „lemaradt”. 1956. október 25. és 1957. február 21. közt aztán nem is jelent meg az újság.
Az újraindítás körülményei jól mutatták, hogy a kádári vezetés tudatában volt a lap jelentőségének a hivatalos politikai propagandában. Ebben az időben az újságoknak az újrainduláshoz külön engedélyre volt szükségük, és ezt a Ludas Matyi hamarabb kapta meg, mint például a Népsport vagy a Magyar Nemzet. A lap új főszerkesztője Tabi László lett. Az ő idején az újság kevésbé szolgaian kötötte magát a pártvezetés által bedobott témákhoz, és gyakran maga fordult közérdeklődést kiváltó témákhoz, mint például a disszidálás. A következő években ezért rendszerhűsége ellenére a lap néhányszor feddést kapott politikai vezetőktől.

### AKádár-korszakelső évtizedei
A Ludas Matyihoz kötődik a magyar humorban a hivatalos politika és vezetés csipkelődő, szeretve-bíráló hagyományának bevezetése, ami a következő évtizedekben módszereiben folyamatosan finomodott, és az 1970-es évek közepétől érte el virágkorát. Kezdetben ez súrlódásokhoz vezetett a politikával, utóbb azonban a rendszer hatalmasai megtanultak együtt élni ezzel, sőt fel is használni. A lap szerkesztőinek egyik fontos feladata volt, hogy kitapintsák a határokat, és mindig tudják, kivel és milyen intézményekkel nem szabad élcelődni, és mi az, amit nem bán a hatalom, sőt a kritizálásra való közigény rendszerhű kielégítésének minősül.
Hagyományosan „szabad prédává” vált például a Patyolat Vállalat, a BKV, illetve a Magyar Rádió és a Magyar Televízió műsora. A politikusok ábrázolása a korábbiaknál jóval ritkábbá vált.
Néhányan a lap új szerzői közül ebben az időszakban: Galambos Szilveszter, Ősz Ferenc, illetve a karikaturisták: Hegedűs István, Balázs-Piri Balázs, Pusztai Pál, Várnai György és Sajdik Ferenc.

### Az Árkus-éra
Tabi 1976-ban távozott, utódja a Népszabadságtól érkezett Árkus József lett. Mint a Ludas Matyi történetéről szóló írásában László Ferenc elmondta, Árkus fenntartotta a „reflektálás és respektálás” elvét, de néha már „merészebb húzásokra” is elszánta magát, és a lap időnként politikai személyeket is kifigurázott, igaz, sohasem a legfelsőbb szintre nyúlva, például előszeretettel emlegetett alakká vált Csikós Nagy Béla anyag- és árhivatali elnök, és célponttá váltak a könnyűipari, belkereskedelmi és építésügyi miniszterek, meg a mindenkori tévéelnök. Ez a gyakorlat már az 1980-as évekbe vezet át, amikor az áruellátást és minőséget, valamint az áremelkedéseket egyre „szabadszájúbban” bírálták a magyar humoristák.
A hetvenes évektől jelent meg a nagy népszerűségnek örvendő Ludas évkönyv.
Új munkatársak ebben az időszakban: Föld S. Péter, Timár György humoreszkírók, Lehoczki István karikaturista.

### A szakadás
A Ludas Matyi szerkesztősége a rendszerváltozás küszöbén azzal az igénnyel lépett fel, hogy önállósítsa magát az állami Hírlapkiadó Vállalattól, amely veszteséges lapjai közt osztotta ki a Ludas profitját, a vállalat azonban nem adta a lapnevet. Az 1990. március 7-én megjelent szám után a szerkesztőség a Mai Nap Rt.-hez ment át, és Új Ludas néven új hetilapot indított. A Hírlapkiadó a korábban külsős Dluhopolszky László vezetésével továbbra is megjelentette a Ludas Matyit, amely az új, MDF vezette kormány támogatójává vált, a lapot 1992-től jegyző Szuhay Balázs főszerkesztősége alatt is. Mindkét lap példányszáma csökkent, és hamarosan mindkettő meg is szűnt. (Az Új Ludas szerkesztősége Balázs-Piri Balázzsal az élen még néhány évig kiadta az Árkus által elkeresztelt Úritök című élclapot, de ez sem tudott tartósan fennmaradni.)
Dluhopolszky 2007 őszétől a Ludas újraindítását tervezte. 

### Ludas Mátyás
2023. június 21-től a Kocsis Kiadót vezető Kocsis András Sándor jóvoltából, Lukács Tamás főszerkesztésével újraindult a humorlap, Ludas Mátyás címen, havonkénti megjelenéssel. Alcíme szerint A boldog vármegye havilapja, mottója: "Mert nevetés nélkül nem megy".
Kocsis szerint: "A Ludast mi jó értelemben véve egy tömeglappá szeretnénk tenni, és nem szeretnénk azt, ha baloldali havilapnak könyvelnék el. Itt másról van szó. A humor az egy és oszthatatlan. A célunk az, hogy az emberek politikai hovatartozástól függetlenül kezükbe vegyék az újságot, mivel szeretnénk mindenkinek egy kis mosolyt csalni az arcára."
2024. április 25-én tudatták, hogy 11 lapszám után megszűnik a nyomtatott újság, miután a lapot kezdettől fogva csak veszteségesen tudták előállítani az alacsony eladott példányszám miatt. Az újság ezután feltehetően az internetre költözik.

## A Ludas Matyi rovatai
- Ketten beszélnek (Tabi László)
- Szilánkok (megteremtője Galambos Szilveszter)
- Tücsök és bogár (vezetője és szerzője Peterdi Pál)
- Tribün
- Megkérdeztük rajzolóinkat (a karikaturisták név szerinti rajzos válasza egy-egy témában, melyet a lap szerkesztői, írói tettek fel)
- Megkérdeztük munkatársainkat (ebben a rovatban a lap írói válaszoltak pár sorban az aktuálisan feltett kérdésre – az olvasók csak akkor tudták, hogy ki válaszolt, ha ismerték a lap íróinak nevét, hiszen a válaszokat csak monogrammjukkal szignálták az írók!)
- Hátha valaki nem ismeri (pár soros viccek)
- Mindenféle (pár soros bölcsességek Feleki László aforizmái)
- Import humor (külföldi lapokból átvett karikatúrák)
- Rébusz
- Ludas Matyi emlékkönyvébe (ismert emberek rövid humoros történetei)
- Le a bürokráciával! (olvasók leveleire az illetékesek (hatóságok, „bürokraták” stb.) válaszoltak)
- Kedves Ludas! (olvasói levelek napi problémákról)
- A Ludas Matyi postájából (olvasói levelek)
- Pesti tudósítónktól
- A hét híreiből (Fülöp György rajzos kommentjei heti aktuális újságcikkek címeihez)
- Csak úgy firkálgatok (Fehér Klára rövid írásai hétköznapi ügyeinkről)
- Zsöllye (Rátonyi Róbert színházzal kapcsolatos rövid humoros írásai)

## A Ludas Matyi visszatérő figurái
- Lógós Lali, a rossz munkaerő
- Zsíros gazda, Hájas gazda feleségükkel, a kulákok
- Reakczy Jóska, a régi rendszer képviselője
- Ötletes Ödön, a pozitív népi figura
- Öntelt Ödön, a rossz vállalatigazgató, vagy munkás
- Uncle Sam, az Amerikai Egyesült Államok
- John Bull, az Egyesült Királyság
- Vilhelmina, az NSZK megszemélyesítője
- Jucika, a bögyös szépség (Pusztai Pál rajzfigurája)
- Iván és Joe, a két nagyhatalmat megtestesítő szovjet és amerikai katona (Pusztai Pál rajzfigurái)
- Vilma néni (aki minden aktuális társadalmi, politikai, gazdasági stb. problémához hozzászól) (Brenner György rajzfigurája)
- A plakátragasztó (aki vicces összeállításokat helyez a hirdetőoszlopra) (Sándor Károly rajzfigurája)
- Háry János (Garay János jól ismert nagyotmondó figurája, napi apróságokra, bosszúságokra reagál legújabb meséivel) (Szegő Gizi rajzfigurája)

## Érdekességek
- Az induló lapnak még nem volt neve. Gábor Andor alapító, később főszerkesztője felszólította a munkatársakat, hogy a következő napi értekezletre hozzanak magukkal tíz névjavaslatot. Mindenki – ha nehezen is – de teljesítette a feladatot. A tetemrehíváson a főnök első kérdése a következő volt: Ludas Matyi van közöttük? Nincs??? AZ LESZ!!! (Az elvetett javaslatok között szerepelt nevek: Csalán, Csipicsóka, Fullánk, Görbe Tükör, Pacsipuszi, Pellengér, Tüske, Petárda, Vese Velővel, Vitriol stb.)
- Kaján Tibor 1962-ben, amikor összekülönbözött Tabi Lászlóval, és távozott a laptól, előtte a szerkesztőségben koronát rajzolt Tabi különbejáratú vécéje ajtajára.
- Ugyancsak a Ludasnál azért később is publikáló Kaján volt a főszereplője egy diplomáciai botránynak: az NDK külügyminisztériuma 1970-ben hivatalosan tiltakozott Magyarországnál, miután Willi Stoph kormányfő és Willy Brandt nyugatnémet kancellár találkozójáról a Ludas Kaján-karikatúrát közölt.
- Árkus József főszerkesztő szigorú politikai megrovást kapott és fél évre pártfőiskolára is vezényelték[forrás?], amikor a nyolcvanas évek egyik augusztus 20-ai ünnepi címlapja a Ludasban az áremelkedésekre utalva a következő felirattal jelent meg: „Éljen augusztus 26,50”.
- Az üzemi lapok mintának tekintették a Ludas Matyit, és megteremtették a maguk Ludas-figuráját, vagy a Ludasban látott figurákhoz hasonló alakokat: a Kőbányai Zománc Zománc Matyit, az Ikarus Hüvelyk Matyit, a Keltex Cséve Matyit, a MÁVAG a Lantost, a Kistext Bök Jóskát, a Kábelgyár Kábel Bercit, a Kohászati Alapanyagellátó Vállalat Mágnes Miskát.

## A Ludas Matyi munkatársai (1945–1990)
- Főszerkesztő: Gábor Andor (1945 – 1953. febr.) Tabi László (1953. febr.– 1956)(1958. január 1. – 1975. december 31.), Árkus József (1976. január 1-től)
- Felelős szerkesztő: Szegedi Emil (1945 – 1946), Darvas Szilárd (1947), Gádor Béla (1948–1954), Gáspár Antal, Tabi László (1954 – 1955), Földes György (1958. január 1. – 1975. december 31.)
- Szerkesztő: Gál György (1945 – 1946), Tabi László (1947), Gádor Béla (1948), Mikes György (1976. január 1-től)
- Művészeti szerkesztő: Toncz Tibor (1958, január 1. – 1975. december 31.)

(Megjegyzés: 1957-ben szerkesztőbizottság jegyezte a lapot.)

### Írók
Árkus József, Csanády Ákos, Dalmáth Ferenc, Darvas Szilárd, Dunai Ferenc, Feleki László, Földes György, Föld S. Péter, Gábor Andor, Gádor Béla, Galambos Szilveszter, Gergely Miklós, Kishont Ferenc, Kürti András, Mikes György, Moldova György, Münz András, Ország György, Ősz Ferenc, Palásti László, Peterdi Pál, Radványi Barna, Sólyom László, Somogyi Pál, Stella Adorján, Szuhay Balázs, Tormai László, Vajda Albert

### Karikaturisták
Balázs-Piri Balázs, Barát József, Brenner György, Császár Tamás, Dallos Jenő, Dluhopolszky László, Dunai Imre, EDMA, Endrődi István, Erdei Sándor, Fülöp György, Gáspár Antal, Gáspár Imre, Gerő Sándor, Hegedűs István, Kaján Tibor, Kassowitz Félix, Krenner István, Lehoczki István, Mészáros András, Pusztai Pál, Réber László, Sajdik Ferenc, Sándor Károly, Schwott Lajos, Szegő Gizi, Szűr Szabó József, Takács Imre, Toncz Tibor, Tót Gyula, Várnai György, Vasvári Anna, Zsoldos Sándor

### Írók
Abai Pál, Ágoston György, Alföldi Imre, Angyal János, Bajor Nagy Ernő, Balázs Sándor, Bálint Lajos, Barabás Tibor, Baranyi Ferenc, Békeffi István, Békés István, Bencsik Imre, Bende Ibolya, Benjámin László, Bogáti Péter, Bóka László, Boldizsár Iván, Bondy Endre, Boross Elemér, Brand Iván, Csurka Péter, Darázs Endre, Déry Tibor, Devecseri Gábor, Dobozy Imre, Donkó László, Erdődy János, Falu Tamás, Fecske Csaba, Fedor Ágnes, Fehér Klára, Fejér István, Fejes Endre, Fóthy János, Földi Iván, Galla Miklós, Galsai Pongrác, Gera Mihály, Gerényi Tibor, Gergely Márta, Goda Gábor, Gombó Pál, Gyárfás Miklós, Gyertyán Ervin, Györe Imre, Hanczár János, Hary Márta, Hídvéghy Ferenc, Hollós Korvin Lajos, Horváth Szilveszter, Illyés Gyula, Iszlai Zoltán, K. Tóth Lenke, Kálmán Jenő, Kaposy Miklós, Kékvölgyi Vilmos, Kelen László, Képes Géza, Kertész Magda, Király Dezső, Királyhegyi Pál, Kiss György Mihály, Kocsis Mihály, Kolozsvári Andor, Kolozsvári Grandpierre Emil, Komlós János, Kovács Dénes, Kovács Judit, Kőváry György, Kun Erzsébet, Kunszery Gyula, Láng Róbert, Lovászy Márton, Magyar Tibor, Majláth Mikes László, Marthy Barna, Mészöly Dezső, Mezei András, Miklósi Ottó, Nagy Bandó András, Novobáczky Sándor, Örkény István, Pákolitz István, Palotai Boris, Péreli Gabriella, Pongrácz Zsuzsa, Rákosy Gergely, Rátonyi Róbert, Rideg Sándor, R. Székely Julianna, Sas József, Schwajda György, Selmeczi Tibor, Simon Emil, Sinkó Péter, S. Nagy István, Soós András, Szalay Károly, Szánthó Dénes, Szeberényi Lehel, Szécsén Mihály, Szép Ernő, Szepes Mária, Szinetár György, Tardos Péter, Tardos Tibor, Tersánszky Józsi Jenő, Timár György, Tóth-Máthé Miklós, Török Rezső, Trunkó Barnabás, T. Pártos Judit, Urbán Ernő, Vezda János, Zelk Zoltán

### Rajzolók, karikaturisták
Ballner Péter, Balogh Lajos, Bánó Attila, Barát József, Bene Erzsébet (Dr. Csillag Ferencné), Békési Joe, Boros István, Branbach Árpád, Byssz Róbert, Császár Tamás, Csehi János, Cserkuti Dávid, Dargay Attila, Farkas Lajos, Földes Vilmos, Gerse László, Gyöngy Kálmán, Gyulai Líviusz, Hauswirth Magda, Hegyi Füstös László, Hidvégi János, Jelenszky László, Kallus László, Kass János, Kelemen István, Kertész N. László, Kesztyűs Ferenc, Kinizsi Andor, Kőszegi Judit, Lakatos Ferenc, Lehoczki Károly, Lehotay Zoltán, Lendvai Antal, Lengyel Gyula, Marabu, Mekkey Péter, Menkó László, Nagy László Ervin, Nepp József, Őszi Zoltán, Pál Balázs, Pápai Gábor, Papp Imre, Pintér Gábor, Rátz Gavries, Rau Tibor, Riedl Katalin, Rózsahegyi György, Ruszkay György, Szepes Béla, Takács Zoltán, Tonio, Tormai László, Tóth József, Török János (Nemes Török János), Török Lajos, Varró Sándor, Vajda Ernő, Vasi (Kálmán Viktor), Vén Zoltán, Vértes György, Würtz Ádám, Zórád Ernő